# Funkcja pierwotna

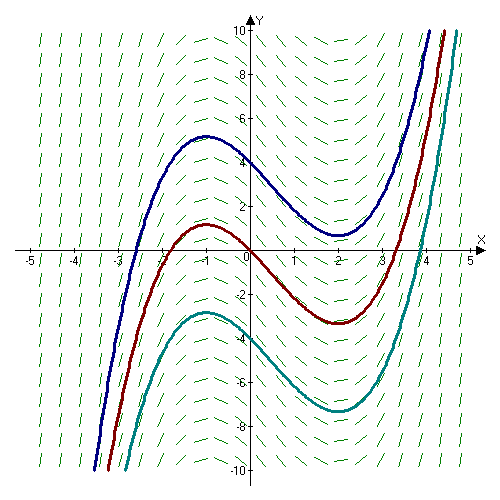
Pole kierunków funkcji gdzie zaznaczono trzy z nieskończenie wielu rozwiązań, które można uzyskać poprzez uzmiennienie stałej

Funkcja pierwotna – dla danej funkcji {\displaystyle f} taka funkcja {\displaystyle F,} której pochodna {\displaystyle F'} jest równa {\displaystyle f}. Proces wyznaczania funkcji pierwotnej nazywa się również całkowaniem (nieoznaczonym) i można go postrzegać jako działanie odwrotne do wyznaczania pochodnej. Funkcje pierwotne, poprzez podstawowe twierdzenie rachunku całkowego, związane są z całkami oznaczonymi: całka oznaczona funkcji na danym przedziale jest równa różnicy wartości funkcji pierwotnej w końcach tego przedziału.

## Wzory
Jeżeli {\displaystyle F} jest funkcją pierwotną funkcji {\displaystyle f} określonej i ciągłej na pewnym przedziale, to każda inna pierwotna {\displaystyle G} funkcji {\displaystyle f} na tym przedziale różni się od {\displaystyle F} o stałą: istnieje liczba {\displaystyle C,} nazywana stałą całkowania, taka, że {\displaystyle G(x)=F(x)+C} dla wszystkich {\displaystyle x.} Jeżeli dziedzina {\displaystyle f} jest sumą rozłączną dwóch lub większej liczby przedziałów, na każdym z których {\displaystyle f} jest ciągła, to na każdym z tych przedziałów można wybrać inną stałą całkowania, np.
{\displaystyle F(x)={\begin{cases}-{\frac {1}{x}}+C_{1},\quad x<0\\[2pt]-{\frac {1}{x}}+C_{2},\quad x>0\end{cases}},}
jest najogólniejszą funkcją pierwotną funkcji {\displaystyle f(x)=x^{-2}} określonej na jej dziedzinie naturalnej {\displaystyle (-\infty ,0)\cup (0,\infty ).}
Otóż, funkcja pierwotna funkcji {\displaystyle f}
{\displaystyle \int f(x)\;\operatorname {d} x=F(x)+C,}
gdzie:
{\displaystyle F'(x)={\frac {\operatorname {d} }{\operatorname {d} x}}F(x)=f(x).}
Wyrażenie {\displaystyle F(x)+C} nazywa się całką nieoznaczoną (ogólną funkcją pierwotną) funkcji podcałkowej {\displaystyle f;} czasami zmienną {\displaystyle x} nazywa się w tym kontekście zmienną całkowania. Obecność stałej całkowania {\displaystyle C} wynika z faktu, że pochodna stałej jest zawsze równa zeru.
Symbol {\displaystyle \textstyle \int } (stylizowana litera S, od łac. summa), oznaczający operację całkowania, został wprowadzony w 1686 roku przez niemieckiego matematyka i filozofa Gottfrieda Leibniza.
Ponieważ branie funkcji pierwotnej jest operacją odwrotną względem brania jej pochodnej, twierdzenia i reguły dotyczące funkcji pierwotnej uzyskuje się z reguł dotyczących pochodnej. Stąd następujące twierdzenia dowodzone są z odpowiednich twierdzeń dla pochodnej:
- podstawowa reguła całki nieoznaczonej:
{\displaystyle \int dx=x+C;}
- całka nieoznaczona iloczynu funkcji i stałej jest równa stałej pomnożonej przez całkę nieoznaczoną funkcji (jednorodność):
{\displaystyle \int af(x)\;\operatorname {d} x=a\int f(x)\;\operatorname {d} x;}
- jeżeli {\displaystyle f} oraz {\displaystyle g} określone są na tym samym przedziale, to całka nieoznaczona ich sumy jest równa sumie całek nieoznaczonych funkcji {\displaystyle f} i {\displaystyle g} (addytywność):
{\displaystyle \int {\big (}f(x)+g(x){\big )}\;\operatorname {d} x=\int f(x)\;\operatorname {d} x+\int g(x)\;\operatorname {d} x;}
- jeśli {\displaystyle n} jest liczbą rzeczywistą, to
{\displaystyle \int x^{n}\;\operatorname {d} x={\begin{cases}{\frac {x^{n+1}}{n+1}}+C&{\text{dla }}n\neq -1,\\[6pt]\ln |x|+C&{\text{dla }}n=-1.\end{cases}}}

## Własności i zastosowania
Całki nieoznaczone są bardzo często stosowane do obliczania całek oznaczonych. Podstawowe twierdzenie rachunku całkowego mówi, że jeżeli {\displaystyle F} jest funkcją pierwotną funkcji {\displaystyle f,} a {\displaystyle f} jest ciągła, to
{\displaystyle \int \limits _{a}^{b}f(x)\;\operatorname {d} x=F(b)-F(a).}
Każda funkcja ciągła {\displaystyle f} ma funkcję pierwotną, a jedna z nich, {\displaystyle F,} dana jest za pomocą całki oznaczonej funkcji {\displaystyle f} z uzmiennioną górną granicą całkowania:
{\displaystyle F(x)=\int _{a}^{x}f(t)\;\operatorname {d} t.}
Uzmiennienie dolnej granicy daje inne funkcje pierwotne (ale niekoniecznie wszystkie z nich). Jest to inne sformułowanie podstawowego twierdzenia rachunku całkowego.
Istnieje wiele funkcji, których funkcje pierwotne nie mogą być wyrażone za pomocą funkcji elementarnych (takich jak wielomiany, funkcje wymierne, funkcje wykładnicze, logarytmy, funkcje trygonometryczne, funkcje odwrotne do trygonometrycznych i ich złożenia). Przykładami mogą być
{\displaystyle \int e^{-x^{2}}\;\operatorname {d} x,\qquad \int {\frac {\sin x}{x}}\;\operatorname {d} x,\qquad \int {\frac {1}{\ln x}}\;\operatorname {d} x,\qquad \int x^{x}\;\operatorname {d} x.}

## Metody całkowania
Całkowanie nie jest sprawą trywialną. Istnieje wprawdzie algorytm Rischa, który pozwala dla każdej funkcji elementarnej sprawdzić, czy jej całka jest funkcją elementarną i jeśli tak, znaleźć ją. Wymaga on jednak bardzo wielu obliczeń, jest więc używany tylko w programach komputerowych, wspomagających obliczenia symboliczne.
Stosuje się zatem pewne przekształcenia pozwalające sprowadzić funkcję do prostszej postaci. Niektóre z nich wymienione są poniżej.

### Całkowanie przez części
Jeśli funkcje {\displaystyle f} i {\displaystyle g} są określone w pewnym przedziale i mają tam ciągłe pochodne, to:
{\displaystyle \int f'(x)g(x)dx=f(x)g(x)-\int f(x)g'(x)dx.}

### Całkowanie przez podstawienie
Jeśli funkcja rzeczywista {\displaystyle f} jest ciągła w przedziale {\displaystyle X,} a funkcja {\displaystyle g} ma ciągłą pochodną w przedziale {\displaystyle T} i jest różnowartościowym odwzorowaniem {\displaystyle T} na {\displaystyle X,} to:
{\displaystyle \int f(x)\;\operatorname {d} x=F(x)+C} wtedy i tylko wtedy, gdy
{\displaystyle \int f{\big (}g(t){\big )}g'(t)\;\operatorname {d} t=F(g(t))+C.}
Dlatego znając drugą całkę można porachować pierwszą, podstawiając {\displaystyle g^{-1}(x)} zamiast {\displaystyle t.} Jeszcze łatwiej znając pierwszą całkę porachować drugą, podstawiając {\displaystyle g(t)} zamiast {\displaystyle x.}
Stosując metodę podstawienia, można udowodnić następującą regułę, stosowanie której często upraszcza całkowanie:
jeżeli {\displaystyle \int f(x)dx=F(x)+C,} to {\displaystyle \int f(ax+b)dx={\frac {1}{a}}F(ax+b)+C.}

### Całkowanie funkcji wymiernych
Każdą funkcję wymierną można rozłożyć na sumę funkcji wielomianowej i skończonej liczby ułamków, każdy z których jest albo postaci
{\displaystyle {\frac {A}{(x-a)^{n}}},}
albo postaci
{\displaystyle {\frac {Bx+C}{(x^{2}+px+q)^{n}}},} gdzie {\displaystyle p^{2}-4q<0}
({\displaystyle n} to liczba naturalna w obu przypadkach).
Ułamki pierwszego typu łatwo przecałkować stosując informacje z powyższych sekcji.
Do ułamków drugiego typu stosuje się przekształcenie:
{\displaystyle \int {\frac {Bx+C}{(x^{2}+px+q)^{n}}}dx={\frac {B}{2}}\int {\frac {2x+p}{(x^{2}+px+q)^{n}}}dx+\left(C-{\frac {Bp}{2}}\right)\int {\frac {1}{(x^{2}+px+q)^{n}}}dx.}
W pierwszym składniku tej sumy stosuje się podstawienie {\displaystyle y=x^{2}+px+q.}
W drugim składniku stosowany jest wzór rekurencyjny:
{\displaystyle \int {\frac {1}{(T(x))^{n}}}dx={\begin{cases}{\frac {2}{\sqrt {-\Delta }}}\operatorname {arctg} {\frac {2x+p}{\sqrt {-\Delta }}}&{\mbox{ dla }}n=1,\\{\frac {1}{(1-n)\Delta }}\left({\frac {2x+p}{(T(x))^{n-1}}}+(4n-6)\int {\frac {1}{(T(x))^{n-1}}}dx\right)&{\mbox{ dla }}n>1,\end{cases}}}
gdzie:
{\displaystyle T(x)=x^{2}+px+q,}
{\displaystyle \Delta =p^{2}-4q.}
Całka z funkcji wymiernej to całka postaci
{\displaystyle \int {{\frac {L(x)}{M(x)}}dx}{:}}
gdzie {\displaystyle L(x)} oraz {\displaystyle M(x)} są wielomianami
Rozpatrzmy trzy przypadki
1.
{\displaystyle \deg L(x)\geqslant \deg M(x)}
Niech {\displaystyle L(x)=W(x)M(x)+R(x)}
{\displaystyle \int {{\frac {L(x)}{M(x)}}dx}=\int {{\frac {W(x)M(x)+R(x)}{M(x)}}dx}}
{\displaystyle \int {{\frac {L(x)}{M(x)}}dx}=\int {W(x)dx}+\int {{\frac {R(x)}{M(x)}}dx}}
Jeśli mamy stopień licznika większy lub równy stopniowi mianownika dzielimy licznik przez mianownik
2.
{\displaystyle \gcd(M(x),M'(x))\neq const}
{\displaystyle \int {{\frac {R(x)}{M(x)}}dx}={\frac {R_{1}(x)}{M_{1}(x)}}+\int {{\frac {R_{2}(x)}{M_{2}(x)}}dx}}
{\displaystyle M_{1}(x)=\gcd(M(x),M'(x))}
{\displaystyle M(x)=M_{1}(x)M_{2}(x)}
Mianownik {\displaystyle M_{2}(x)} posiada te same pierwiastki co mianownik {\displaystyle M(x),} tyle że pojedyncze, a krotność pierwiastków mianownika {\displaystyle M_{1}(x)} jest o jeden mniejsza niż krotność pierwiastków mianownika {\displaystyle M(x)}
{\displaystyle \deg R_{1}(x)<\deg M_{1}(x)}
{\displaystyle \deg R_{2}(x)<\deg M_{2}(x)}
Za współczynniki wielomianów w licznikach przyjmujemy współczynniki literowe i różniczkujemy równość
{\displaystyle \int {{\frac {R(x)}{M(x)}}dx}={\frac {R_{1}(x)}{M_{1}(x)}}+\int {{\frac {R_{2}(x)}{M_{2}(x)}}dx}} aby je obliczyć
3.
{\displaystyle \gcd(M_{2}(x),M'_{2}(x))=const}
Niech {\displaystyle M_{2}(x)=(x-a_{1})(x-a_{2})\ldots (x-a_{k})(x^{2}+p_{1}x+q_{1})(x^{2}+p_{2}x+q_{2})\ldots (x^{2}+p_{m}x+q_{m})}
{\displaystyle \int {{\frac {R_{2}(x)}{M_{2}(x)}}dx}=\int {{\frac {A_{1}}{x-a_{1}}}dx}+\int {{\frac {A_{2}}{x-a_{2}}}dx}+\ldots +\int {{\frac {A_{k}}{x-a_{k}}}dx}+\int {{\frac {B_{1}x+C_{1}}{x^{2}+p_{1}x+q_{1}}}dx}+\int {{\frac {B_{2}x+C_{2}}{x^{2}+p_{2}x+q_{2}}}dx}+\ldots +\int {{\frac {B_{m}x+C_{m}}{x^{2}+p_{m}x+q_{m}}}dx}+}

### Całkowanie niektórych innych funkcji
Każdą całkę funkcji postaci {\displaystyle R(\sin x,\ \cos x),} gdzie {\displaystyle R} jest funkcją wymierną, można obliczyć przez podstawienie:
{\displaystyle t=\operatorname {tg} \;{\tfrac {x}{2}}.}
Wówczas
{\displaystyle \operatorname {d} x={\tfrac {2\operatorname {d} t}{1+t^{2}}},}
{\displaystyle \sin x={\tfrac {2t}{1+t^{2}}},}
{\displaystyle \cos x={\tfrac {1-t^{2}}{1+t^{2}}},}
{\displaystyle \operatorname {tg} \;x={\tfrac {2t}{1-t^{2}}},}
{\displaystyle \operatorname {ctg} \;x={\tfrac {1-t^{2}}{2t}},}
{\displaystyle \sec x={\tfrac {1+t^{2}}{1-t^{2}}},}
{\displaystyle \csc x={\tfrac {1+t^{2}}{2t}}.}
Funkcje postaci
{\displaystyle R\left({\sqrt[{n}]{\frac {ax+b}{cx+d}}}\right),}
gdzie {\displaystyle ad-bc\neq 0,} daje się sprowadzić do funkcji wymiernych przez podstawienie
{\displaystyle {\sqrt[{n}]{\frac {ax+b}{cx+d}}}=t,}
skąd
{\displaystyle x={\frac {dt^{n}-b}{a-ct^{n}}}.}
Dla funkcji postaci
{\displaystyle R(x,\ {\sqrt {ax^{2}+bx+c}}),}
gdzie {\displaystyle a>0,\ \Delta =b^{2}-4ac\neq 0,} stosuje się tzw. pierwsze podstawienie Eulera
{\displaystyle {\sqrt {ax^{2}+bx+c}}=(t-x){\sqrt {a}},}
skąd
{\displaystyle x={\frac {at^{2}-c}{2at+b}}.}
Natomiast w przypadku
{\displaystyle a<0,\ \Delta =b^{2}-4ac>0}
stosowane jest drugie podstawienie Eulera
{\displaystyle {\sqrt {ax^{2}+bx+c}}=\left(x+{\frac {b}{2x}}\right)t-{\frac {1}{2}}{\sqrt {\frac {\Delta }{-a}}},}
skąd
{\displaystyle x={\frac {t}{t^{2}-a}}{\sqrt {\frac {\Delta }{-a}}}-{\frac {b}{2a}}.}